# Збірна Бельгії з футболу
Збірна Бельгії з футболу (нід. Belgisch nationaal voetbalelftal, фр. Équipe nationale belge de football, нім. Belgische Fußballnationalmannschaft) — національна футбольна команда Бельгії, яка керується Королівською Бельгійською футбольною асоціацією і представляє країну на міжнародному рівні.
Станом на 28 листопада 2024 посідає 8-e місце у рейтингу футбольних збірних світу.

## Історія

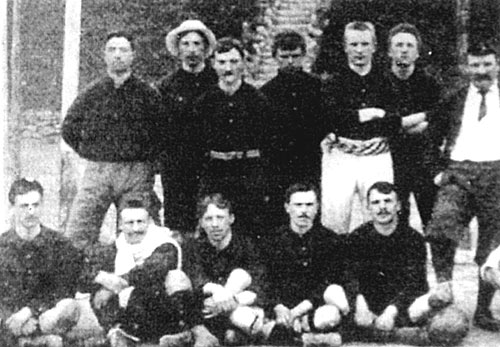
Збірна Бельгії перед своїм першим міжнародним матчем проти Франції, 1 травня 1904

### Початок
Бельгійці зіграли свій перший офіційний матч 1 травня 1904 року проти команди Франції в рамках Évence Coppée Trophy, гра завершилась внічию 3-3. Цей легендарний, перший для обох збірних, матч на «Stade Vivier d'Oie» в Уккелі (Бельгія) відвідало 1,500 глядачів. Двадцять днів потому, Бельгія та Франція були серед семи країн — засновників ФІФА. До гри з Францією бельгійці провели ще декілька матчів, однак у їх команді грали британці, тому ці ігри не рахують як ігри збірної Бельгії, до прикладу 28 квітня 1901 бельгійці перемогли команду Голландії 8–0. З 1906 року бельгійці у світі відомі, як «Червоні дияволи», завдяки журналісту П'єру Волкієрсу, який так схарактеризував команду після трьох перемог того року: 5–0 над Францією та 5–0 і 3–2 над Нідерландами. Прізвисько журналіст пов'язав з тим, що від самого початку (і до тепер) команда грає в червоній формі.
У 1920, «Червоні дияволи» вибороли золоті медалі домашньої олімпіади, у в неоднозначному матчі, коли їхні опоненти — команда Чехословаччини покинула поле. Хоча результати бельгійців на Олімпіадах 20-х років були хорошими, у трьох чемпіонатах світу в 30-х роках команда грала погано. Протягом наступних сорока років команда зарекомендувала себе як міцний середняк.

### Золотий період

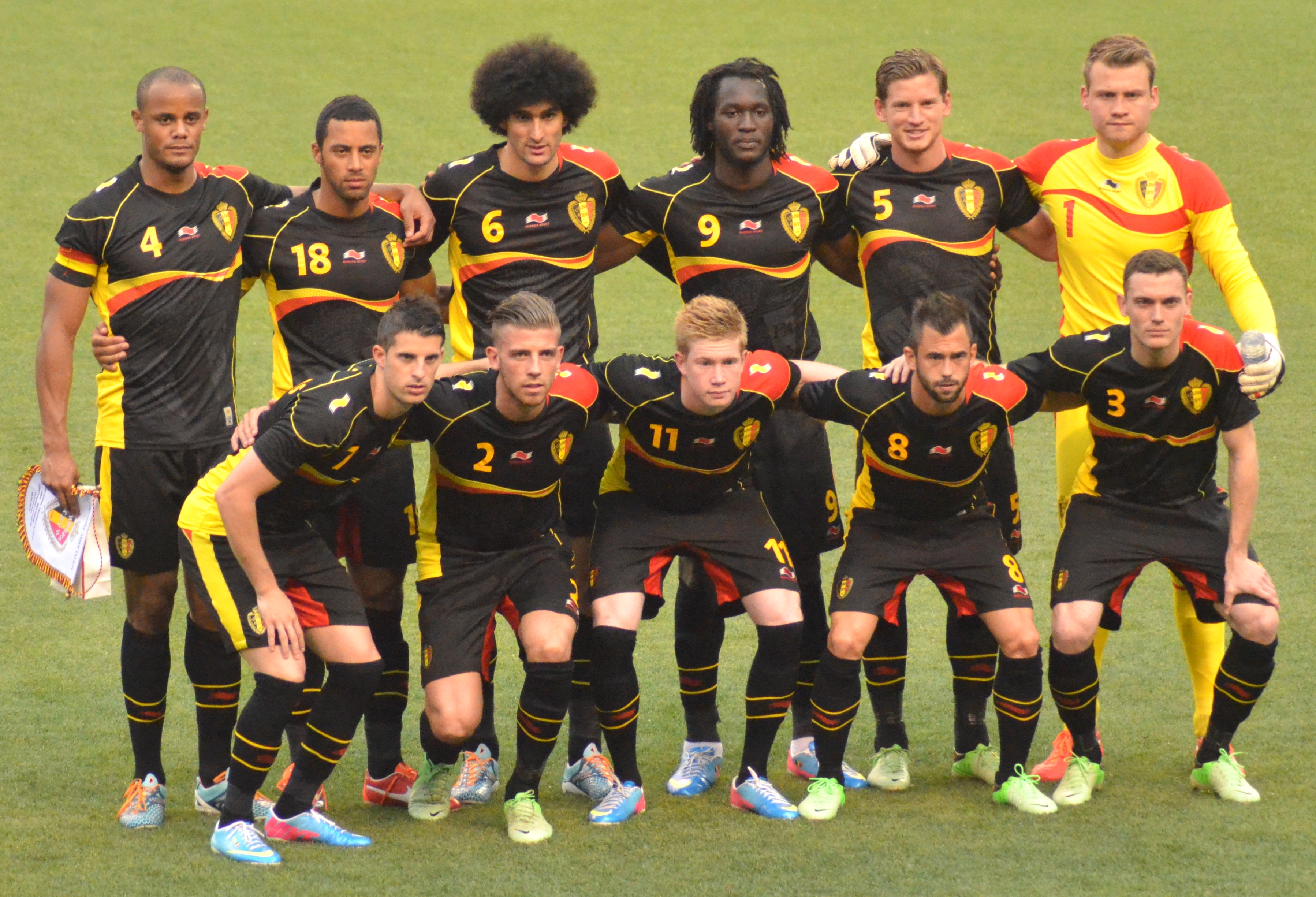
Збірна Бельгії у 2013 році, перед товариською грою проти команди США.

Час найбільших успіхів для бельгійської збірної розпочався з Євро 80, коли команда стала другою. Період 80-х — початок 90-х вважається золотим періодом бельгійської команди. Під керівництвом Гі Тіса, який тренував команду у більш ніж 100 офіційних іграх, Бельгія здобула репутацію фізично потужної, відмінно організованої команди, з якою не легко грати. У цей період (1982—2002), Бельгія кваліфікувалася на всі Чемпіонати Світу та у більшості з них там пройшла у друге коло. На ЧС 1986, команда дійшла до півфіналу. Напряму команда ще потрапила на ЧС 1990 і 1994, а от на два наступні ЧС 1998 і ЧС 2002 бельгійцям довелось долати сито плей-офф. У цей час за команду виступали такі гравці високого класу, як воротарі Жан-Марі Пфафф і Мішель Прюдомм, захисник Ерік Геретс, півзахисник Ян Кулеманс, плеймейкер Енцо Шифо, нападник Люк Ніліс. Після ЧС 2002, декілька провідних гравців команди, серед них Марк Вільмотс і Герт Вергеєн припинили виступи за збірну.

### Нове Золоте покоління
Після невиходу, вперше з 1978 року, на Чемпіонат світу (Чемпіонат світу з футболу 2006) контракт з тренером Айме Антенісом був розірваний у грудні 2005 і вже з 1 січня 2006 на пост тренера був призначений Рене Вандерейкен. Та з новим тренером команда не пробилась на Євро 2008 і показала слабкі результати у кваліфікації ЧС 2010, тренер був звільнений, а його місце з приставкою в.о. зайняв Франк Веркаутерен. Після поразки від команди Вірменії 1-2 у вересні 2009 посаду головного тренера Бельгії обійняв Дік Адвокат. Та вже у квітні 2010, Адвокат стає тренером збірної Росії. З тренером Жоржем Лекенсом, команда пропустила Євро 2012. Тоді під свою опіку збірну прийняв Марк Вільмотс і 11 жовтня 2013 команда напряму кваліфікувалася на Чемпіонат світу з футболу 2014. Основу команди Вільмотса склали гравці, молодіжної команди Бельгії, котрих багато ЗМІ вже встигли назвати новим золотим поколінням.
На ЧС-2014 і ЧЄ-2016 бельгійська команда впевнено виходила до чвертьфіналу. На ЧС-2018 в Росії збірна завоювала бронзові нагороди, що є кращим досягненням збірної. У півфіналі Бельгія поступилася майбутнім переможцям турніру збірній Франції з рахунком 0:1. В матчі за третє місце бельгійці обіграли збірну Англії з рахунком 2:0. Голкіпер бельгійців Тібо Куртуа отримав приз "Золоті рукавички" імені Лева Яшина, а капітан команди Еден Азар отримав срібний м'яч, як другий кращий гравець турніру, поступившись переможцю Лукі Модричу. 
На ЧС-2022 в Катарі бельгійська збірна не змогла вийти з групи, пропустивши вперед збірні Марокко та Хорватії.

## Домашня арена
Більшість своїх домашніх матчів команда проводить на стадіоні імені короля Бодуена у Брюсселі, котрий вміщує 50,093 глядачів. Стадіон є мультифункціональним і використовується для змагань з атлетики та проведення концертів. Зведений як стадіон Сторіччя у 1930 році арена була перейменована на стадіон Гейсел у 1946, а у 1995 році було здійснена ґрунтовна реконструкція. З того часу стадіон має сучасну назву. З 1958 по 1996 на арені відбулося 4 фінали Ліги Чемпіонів і 4 фінали Кубку володарів кубків, та матчі двох чемпіонатів Європи (1972, 2000). У 1985, під час фіналу Ліги Чемпіонів, на арені відбулася трагедія, котра забрала життя 39 вболівальників Ліверпуля.

## Міжнародні турніри
Господарі       Переможці       Фіналісти       Третє місце       Четверте місце  
| Чемпіонати світу з футболу | Чемпіонати світу з футболу | Чемпіонати світу з футболу | Чемпіонати світу з футболу | Чемпіонати світу з футболу | Чемпіонати світу з футболу | Чемпіонати світу з футболу | Чемпіонати світу з футболу | Чемпіонати світу з футболу |
| Рік                        | Раунд                      | Місце                      | І                          | В                          | Н                          | П                          | М+                         | М-                         |
| -------------------------- | -------------------------- | -------------------------- | -------------------------- | -------------------------- | -------------------------- | -------------------------- | -------------------------- | -------------------------- |
| 1930                       | груповий турнір            | 11                         | 2                          | 0                          | 0                          | 2                          | 0                          | 4                          |
| 1934                       | 1/8 фіналу                 | 15                         | 1                          | 0                          | 0                          | 1                          | 2                          | 5                          |
| 1938                       | 1/8 фіналу                 | 13                         | 1                          | 0                          | 0                          | 1                          | 1                          | 3                          |
| 1950                       | не брала участі            | не брала участі            | не брала участі            | не брала участі            | не брала участі            | не брала участі            | не брала участі            | не брала участі            |
| 1954                       | груповий турнір            | 12                         | 2                          | 0                          | 1                          | 1                          | 5                          | 8                          |
| 1958                       | не пройшла кваліфікацію    | не пройшла кваліфікацію    | не пройшла кваліфікацію    | не пройшла кваліфікацію    | не пройшла кваліфікацію    | не пройшла кваліфікацію    | не пройшла кваліфікацію    | не пройшла кваліфікацію    |
| 1962                       | не пройшла кваліфікацію    | не пройшла кваліфікацію    | не пройшла кваліфікацію    | не пройшла кваліфікацію    | не пройшла кваліфікацію    | не пройшла кваліфікацію    | не пройшла кваліфікацію    | не пройшла кваліфікацію    |
| 1966                       | не пройшла кваліфікацію    | не пройшла кваліфікацію    | не пройшла кваліфікацію    | не пройшла кваліфікацію    | не пройшла кваліфікацію    | не пройшла кваліфікацію    | не пройшла кваліфікацію    | не пройшла кваліфікацію    |
| 1970                       | груповий турнір            | 10                         | 3                          | 1                          | 0                          | 2                          | 4                          | 5                          |
| 1974                       | не пройшла кваліфікацію    | не пройшла кваліфікацію    | не пройшла кваліфікацію    | не пройшла кваліфікацію    | не пройшла кваліфікацію    | не пройшла кваліфікацію    | не пройшла кваліфікацію    | не пройшла кваліфікацію    |
| 1978                       | не пройшла кваліфікацію    | не пройшла кваліфікацію    | не пройшла кваліфікацію    | не пройшла кваліфікацію    | не пройшла кваліфікацію    | не пройшла кваліфікацію    | не пройшла кваліфікацію    | не пройшла кваліфікацію    |
| 1982                       | груповий турнір            | 10                         | 5                          | 2                          | 1                          | 2                          | 3                          | 5                          |
| 1986                       | півфінал                   | 4                          | 7                          | 2                          | 2                          | 3                          | 12                         | 15                         |
| 1990                       | 1/8 фіналу                 | 11                         | 4                          | 2                          | 0                          | 2                          | 6                          | 4                          |
| 1994                       | 1/8 фіналу                 | 11                         | 4                          | 2                          | 0                          | 2                          | 4                          | 4                          |
| 1998                       | груповий турнір            | 19                         | 3                          | 0                          | 3                          | 0                          | 3                          | 3                          |
| 2002                       | 1/8 фіналу                 | 14                         | 4                          | 1                          | 2                          | 1                          | 6                          | 7                          |
| 2006                       | не пройшла кваліфікацію    | не пройшла кваліфікацію    | не пройшла кваліфікацію    | не пройшла кваліфікацію    | не пройшла кваліфікацію    | не пройшла кваліфікацію    | не пройшла кваліфікацію    | не пройшла кваліфікацію    |
| 2010                       | не пройшла кваліфікацію    | не пройшла кваліфікацію    | не пройшла кваліфікацію    | не пройшла кваліфікацію    | не пройшла кваліфікацію    | не пройшла кваліфікацію    | не пройшла кваліфікацію    | не пройшла кваліфікацію    |
| 2014                       | чвертьфінал                | 6                          | 5                          | 4                          | 0                          | 1                          | 6                          | 3                          |
| 2018                       | третє місце                | 3                          | 7                          | 6                          | 0                          | 1                          | 16                         | 6                          |
| 2022                       | груповий турнір            |                            | 3                          | 1                          | 1                          | 1                          | 1                          | 2                          |
| Усього                     | третє місце                | 14/22                      | 51                         | 21                         | 10                         | 20                         | 69                         | 74                         |

| Чемпіонати Європи з футболу | Чемпіонати Європи з футболу | Чемпіонати Європи з футболу | Чемпіонати Європи з футболу | Чемпіонати Європи з футболу | Чемпіонати Європи з футболу | Чемпіонати Європи з футболу | Чемпіонати Європи з футболу | Чемпіонати Європи з футболу |
| Рік                         | Раунд                       | Місце                       | І                           | В                           | Н                           | П                           | М+                          | М-                          |
| --------------------------- | --------------------------- | --------------------------- | --------------------------- | --------------------------- | --------------------------- | --------------------------- | --------------------------- | --------------------------- |
| 1960                        | не пройшла кваліфікацію     | не пройшла кваліфікацію     | не пройшла кваліфікацію     | не пройшла кваліфікацію     | не пройшла кваліфікацію     | не пройшла кваліфікацію     | не пройшла кваліфікацію     | не пройшла кваліфікацію     |
| 1964                        | не пройшла кваліфікацію     | не пройшла кваліфікацію     | не пройшла кваліфікацію     | не пройшла кваліфікацію     | не пройшла кваліфікацію     | не пройшла кваліфікацію     | не пройшла кваліфікацію     | не пройшла кваліфікацію     |
| 1968                        | не пройшла кваліфікацію     | не пройшла кваліфікацію     | не пройшла кваліфікацію     | не пройшла кваліфікацію     | не пройшла кваліфікацію     | не пройшла кваліфікацію     | не пройшла кваліфікацію     | не пройшла кваліфікацію     |
| 1972                        | півфінал                    | 3                           | 2                           | 1                           | 0                           | 1                           | 3                           | 3                           |
| 1976                        | не пройшла кваліфікацію     | не пройшла кваліфікацію     | не пройшла кваліфікацію     | не пройшла кваліфікацію     | не пройшла кваліфікацію     | не пройшла кваліфікацію     | не пройшла кваліфікацію     | не пройшла кваліфікацію     |
| 1980                        | фінал                       | 2                           | 4                           | 1                           | 2                           | 1                           | 4                           | 4                           |
| 1984                        | груповий етап               | 10                          | 3                           | 1                           | 0                           | 2                           | 4                           | 8                           |
| 1988                        | не пройшла кваліфікацію     | не пройшла кваліфікацію     | не пройшла кваліфікацію     | не пройшла кваліфікацію     | не пройшла кваліфікацію     | не пройшла кваліфікацію     | не пройшла кваліфікацію     | не пройшла кваліфікацію     |
| 1992                        | не пройшла кваліфікацію     | не пройшла кваліфікацію     | не пройшла кваліфікацію     | не пройшла кваліфікацію     | не пройшла кваліфікацію     | не пройшла кваліфікацію     | не пройшла кваліфікацію     | не пройшла кваліфікацію     |
| 1996                        | не пройшла кваліфікацію     | не пройшла кваліфікацію     | не пройшла кваліфікацію     | не пройшла кваліфікацію     | не пройшла кваліфікацію     | не пройшла кваліфікацію     | не пройшла кваліфікацію     | не пройшла кваліфікацію     |
| 2000                        | груповий етап               | 12                          | 3                           | 1                           | 0                           | 2                           | 2                           | 5                           |
| 2004                        | не пройшла кваліфікацію     | не пройшла кваліфікацію     | не пройшла кваліфікацію     | не пройшла кваліфікацію     | не пройшла кваліфікацію     | не пройшла кваліфікацію     | не пройшла кваліфікацію     | не пройшла кваліфікацію     |
| 2008                        | не пройшла кваліфікацію     | не пройшла кваліфікацію     | не пройшла кваліфікацію     | не пройшла кваліфікацію     | не пройшла кваліфікацію     | не пройшла кваліфікацію     | не пройшла кваліфікацію     | не пройшла кваліфікацію     |
| 2012                        | не пройшла кваліфікацію     | не пройшла кваліфікацію     | не пройшла кваліфікацію     | не пройшла кваліфікацію     | не пройшла кваліфікацію     | не пройшла кваліфікацію     | не пройшла кваліфікацію     | не пройшла кваліфікацію     |
| 2016                        | чвертьфінал                 | 6                           | 5                           | 3                           | 0                           | 2                           | 9                           | 5                           |
| 2020                        | чвертьфінал                 | 5                           | 5                           | 4                           | 0                           | 1                           | 9                           | 3                           |
| 2024                        | 1/8                         |                             | 4                           | 1                           | 1                           | 2                           | 2                           | 2                           |
| Усього                      | 2 місце                     | 7/16                        | 26                          | 12                          | 3                           | 11                          | 33                          | 30                          |

### Ліга націй УЄФА
| Ліга націй УЄФА | Ліга націй УЄФА | Ліга націй УЄФА | Ліга націй УЄФА | Ліга націй УЄФА | Ліга націй УЄФА | Ліга націй УЄФА | Ліга націй УЄФА | Ліга націй УЄФА | Ліга націй УЄФА | Ліга націй УЄФА |
| Рік             | Ліга            | Група           | І               | В               | Н               | П               | М+              | М-              | П/П             | Рей             |
| --------------- | --------------- | --------------- | --------------- | --------------- | --------------- | --------------- | --------------- | --------------- | --------------- | --------------- |
| 2018—19         | A               | 2               | 4               | 3               | 0               | 1               | 9               | 6               | ▬               | 8-e             |
| 2020—21         | A               | 2               | 8               | 5               | 0               | 2               | 19              | 11              | ▬               | 4-е             |
| 2022—23         | A               | 4               | 6               | 3               | 1               | 2               | 11              | 8               | ▬               | 7-е             |
| 2024—25         | A               | Буде визначено  | Буде визначено  | Буде визначено  | Буде визначено  | Буде визначено  | Буде визначено  | Буде визначено  | Буде визначено  | Буде визначено  |
| Усього          | Усього          | Усього          | 18              | 11              | 1               | 5               | 39              | 25              |                 |                 |

## Гравці збірної

### Поточний склад
Наступні 26 гравців були оголошені у списку збірної для участі у Євро-2024.
Вік гравців наведено на день початку змагання (14 червня 2024 року), дані про кількість матчів і голів — на 17 травня 2024 року.
| №  | Поз. | Гравець                 | Дата народження (вік)          | Ігри | Голи | Клуб               |
| -- | ---- | ----------------------- | ------------------------------ | ---- | ---- | ------------------ |
| 1  | ВР   | Кун Кастельс            | 25 червня 1992 (вік 31 рік)    | 10   | 0    | Вольфсбург         |
| 2  | ЗХ   | Зено Дебаст             | 24 жовтня 2003 (вік 20 років)  | 8    | 0    | Андерлехт          |
| 3  | ЗХ   | Артур Теат              | 25 травня 2000 (вік 24 роки)   | 15   | 0    | Ренн               |
| 4  | ЗХ   | Ваут Фас                | 3 квітня 1998 (вік 26 років)   | 15   | 0    | Лестер Сіті        |
| 5  | ЗХ   | Ян Вертонген            | 24 квітня 1987 (вік 37 років)  | 154  | 10   | Андерлехт          |
| 6  | ЗХ   | Аксель Вітсель          | 12 січня 1989 (вік 35 років)   | 132  | 12   | Атлетіко (Мадрид)  |
| 7  | ПЗ   | Кевін Де Брейне         | 28 червня 1991 (вік 32 роки)   | 101  | 27   | Манчестер Сіті     |
| 8  | ПЗ   | Юрі Тілеманс            | 7 травня 1997 (вік 27 років)   | 67   | 7    | Астон Вілла        |
| 9  | НП   | Леандро Троссар         | 4 грудня 1994 (вік 29 років)   | 34   | 9    | Арсенал (Лондон)   |
| 10 | НП   | Ромелу Лукаку           | 13 травня 1993 (вік 31 рік)    | 115  | 85   | Рома               |
| 11 | ПЗ   | Яннік Феррейра Карраско | 4 вересня 1993 (вік 30 років)  | 74   | 11   | Аш-Шабаб (Ер-Ріяд) |
| 12 | ВР   | Томас Камінскі          | 23 жовтня 1992 (вік 31 рік)    | 1    | 0    | Лутон Таун         |
| 13 | ВР   | Матц Селс               | 26 лютого 1992 (вік 32 роки)   | 8    | 0    | Ноттінгем Форест   |
| 14 | НП   | Доді Лукебакіо          | 24 вересня 1997 (вік 26 років) | 15   | 2    | Севілья            |
| 15 | ЗХ   | Тома Меньє              | 12 вересня 1991 (вік 32 роки)  | 66   | 8    | Трабзонспор        |
| 16 | ПЗ   | Астер Вранкс            | 4 жовтня 2002 (вік 21 рік)     | 7    | 0    | Вольфсбург         |
| 17 | НП   | Шарль Де Кетеларе       | 10 березня 2001 (вік 23 роки)  | 15   | 2    | Аталанта           |
| 18 | ПЗ   | Орель Мангаля           | 18 березня 1998 (вік 26 років) | 15   | 0    | Олімпік (Ліон)     |
| 19 | НП   | Йоган Бакайоко          | 20 квітня 2003 (вік 21 рік)    | 12   | 1    | ПСВ                |
| 20 | НП   | Лої Опенда              | 16 лютого 2000 (вік 24 роки)   | 17   | 2    | РБ Лейпциг         |
| 21 | ЗХ   | Тімоті Кастань          | 5 грудня 1995 (вік 28 років)   | 43   | 2    | Фулгем             |
| 22 | НП   | Жеремі Доку             | 27 травня 2002 (вік 22 роки)   | 22   | 2    | Манчестер Сіті     |
| 23 | ПЗ   | Артур Вермерен          | 7 лютого 2005 (вік 19 років)   | 4    | 0    | Атлетіко (Мадрид)  |
| 24 | ПЗ   | Амаду Онана             | 16 серпня 2001 (вік 22 роки)   | 13   | 0    | Евертон            |
| 25 | ЗХ   | Максім Де Кейпер        | 22 грудня 2000 (вік 23 роки)   | 2    | 0    | Брюгге             |

## Рекордсмени

### Гравці, що провели найбільше ігор
Станом на 2 липня 2024 року
| #  | Гравець           | Період    | Ігор | Голів |
| -- | ----------------- | --------- | ---- | ----- |
| 1  | Ян Вертонген      | 2007—н.ч. | 157  | 10    |
| 2  | Аксель Вітсель    | 2008—2022 | 132  | 12    |
| 3  | Тобі Алдервейрелд | 2009—2022 | 127  | 5     |
| 4  | Еден Азар         | 2008—2022 | 126  | 33    |
| 5  | Ромелу Лукаку     | 2010—н.ч. | 119  | 85    |
| 6  | Дріс Мертенс      | 2011—2022 | 109  | 21    |
| 7  | Кевін Де Брейне   | 2010—н.ч. | 105  | 28    |
| 8  | Тібо Куртуа       | 2011—н.ч. | 102  | 0     |
| 9  | Ян Кулеманс       | 1977—1991 | 96   | 23    |
| 10 | Тіммі Сімонс      | 2001—2016 | 94   | 6     |

### Бомбардири
Станом на 2 липня 2024 року
| #     | Гравець         | Період    | Голів | Ігор | За гру |
| ----- | --------------- | --------- | ----- | ---- | ------ |
| 1     | Ромелу Лукаку   | 2010—н.ч. | 85    | 119  | 0.73   |
| 2     | Еден Азар       | 2008–2022 | 33    | 126  | 0.26   |
| 3-4   | Бернар Воргоф   | 1928–1940 | 30    | 61   | 0.49   |
| 4-4   | Поль ван Гімст  | 1960–1974 | 30    | 81   | 0.37   |
| 5     | Марк Вільмотс   | 1990–2002 | 29    | 70   | 0.41   |
| 6     | Кевін Де Брюйне | 2010—н.ч. | 28    | 105  | 0.26   |
| 7-8   | Джозеф Мерманс  | 1945–1956 | 27    | 56   | 0.48   |
| 8-8   | Міші Батшуаї    | 2015—н.ч. | 27    | 55   | 0,51   |
| 9-10  | Раймон Брен     | 1925–1939 | 26    | 54   | 0.48   |
| 10-10 | Роберт Де Вен   | 1906–1913 | 26    | 23   | 1.13   |

## Різновиди кольорів форми збірної Бельгії
| 1986-90 Домашня | 2002 Домашня | 2009 Домашня | 2010 Домашня |  |